# Assemblea del Montenegro

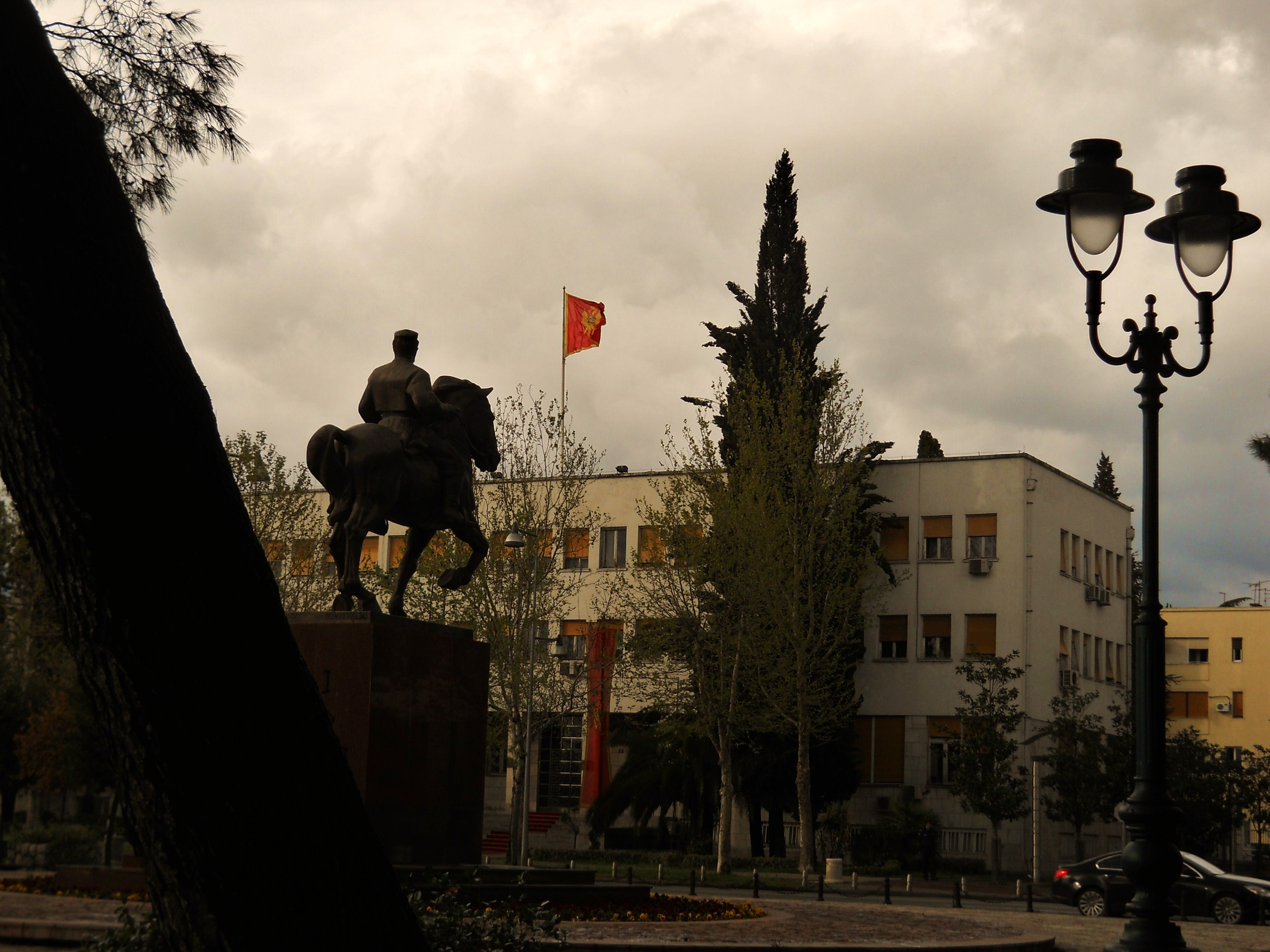
Fotografia dell’edificio dall’esterno, a livello stradale

L'Assemblea del Montenegro (in montenegrino: Скупштина Црне Горе, trasl. Skupština Crne Gore) è l'organo costituzionale titolare del potere legislativo e responsabile del rapporto di fiducia col governo in Montenegro.
L'ordinamento politico montenegrino prevede il monocameralismo, pertanto il parlamento si compone di un'unica camera da 81 membri eletti ogni quattro anni. L'attuale presidente dell'Assemblea è Andrija Mandić (NSD), in carica dal 30 ottobre 2023.
Il Parlamento nomina il primo ministro proposto dal presidente, così come i ministri scelti dal primo ministro. Inoltre, esso emana anche tutte le leggi in Montenegro, ratifica i trattati internazionali, nomina i giudici di tutti i tribunali, adotta il bilancio e svolge altre funzioni come stabilito dalla Costituzione. Il Parlamento può passare un voto di sfiducia al Governo con una maggioranza dei membri.

## Storia
Il parlamento fu istituito nel 1905 dalla Costituzione del Principato del Montenegro come “Assemblea popolare” (Narodna skupština) avendo una funzione legislativa seppur sottomessa al principe; la prima seduta fu convocata l'anno successivo.
Con l'annessione del Montenegro al Regno di Jugoslavia il parlamento fu sciolto nel 1918, venendo reistituito nel 1944 come “Assemblea antifascista montenegrina di liberazione nazionale” (CASNO), che successivamente cambierà nome in “Assemblea nazionale montenegrina” e infine “Assemblea nazionale”.